# Nilo (Cundinamarca)
Nilo es un municipio colombiano ubicado en el departamento de Cundinamarca. Forma parte de la provincia del Alto Magdalena. Se sitúa a 148 kilómetros al suroccidente de Bogotá. 

## Toponimia

### Origen lingüístico[4]
- Familia lingüística: Indoeuropea / Afroasiática
- Lengua: Latín / Griego / Hebreo

### Significado
Nilo nace en el vocablo latino nilus, derivación del término griego neiyos y de las voces hebreas nalus "río" y nili "azul".

### Origen / Motivación
Su nombre se debe a la comparación de las inundaciones del río Pagüey, que recorre los municipios de Nilo y Girardot y desemboca en el río Sumapaz, con las del río Nilo en Egipto.

### Nombres históricos
- San José del Nilo (1783)

## Historia

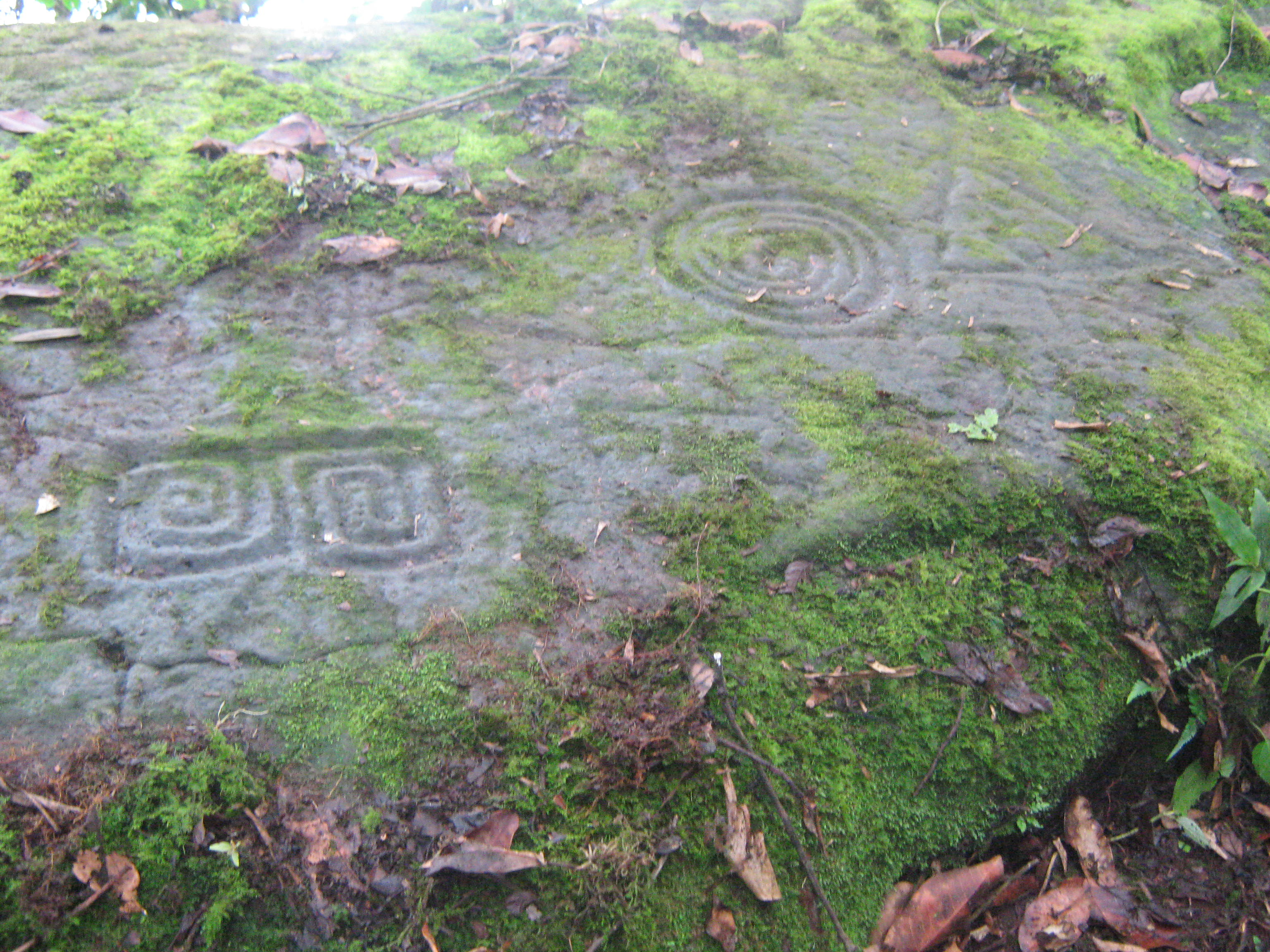
Arte rupestre indígena en Nilo.

En la época precolombina el territorio del actual municipio de Nilo estuvo habitado por el pueblo indígena Panche. En el año 1627 el Oidor Lesmes de Espinosa hizo una visita a Tocaima y a los pueblos de su jurisdicción, y ordenó hacer una iglesia en el hato de Francisco de Esquivel a las orillas del Sumapaz, donde debían ir a misa los vecinos del Valle de Picalá y Fusagasugá.
Existían dos sitios poblados de vecinos, eran Nilo hacia el lado de Tocaima y Limones hacía el lado del Río Pagüey. Como a finales del siglo XVIII se quería aumentar la creación de parroquias de blancos en la región, en 1783 el cura Francisco Antonio Ruíz fundó la primera iglesia de Nilo.
El nombre de Nilo se dio por las inundaciones del Río Pagüey que se asemejaban a las del Río Nilo en Egipto

### Hechos Notables

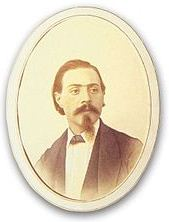
Oreste Síndici.

En Nilo vivió el compositor de la música del Himno Nacional de Colombia el Maestro Oreste Síndici, y en Nilo hizo el primer ensayo del Himno, que luego se estrenó en la ciudad de Bogotá el 11 de noviembre de 1887 con motivo del aniversario de Cartagena.

## División Político-Administrativa
Además de su Cabecera municipal. Nilo tiene bajo su jurisdicción los siguientes Centros poblados:
- El Redil
- La Esmeralda
- Pueblo Nuevo

## Símbolos

### Bandera

Bandera de Nilo.

La Bandera del Municipio de Nilo se adopta mediante Decreto n.º 040 del 11 de diciembre de 1991. 
Medidas: dos m de larga, por 1,7 m de ancha.
Tiene tres franjas horizontales, de la misma proporción y un triángulo sobrepuesto en la parte izquierda, dos de sus vértices están ubicados en las esquinas izquierdas de la bandera, el tercer vértice debe estar en la franja central blanca.

### Escudo

Escudo de Nilo.

El Escudo de Nilo, adoptado mediante Acuerdo n.º 007 del 23 de noviembre de 1982, tiene forma española, cortado y medio partido, con bordura y divisa. 
En el campo superior ostenta en sus colores naturales unas colinas y el cerro del Quininí, el río Paguey que atraviesa el municipio, un árbol que simboliza el tamarindo, un armonio donde Oreste Sindici ensayaba el himno nacional.
En el cuartel siniestro inferior presenta sobre oro, la cabeza de un toro en sable que simboliza la riqueza pecuaria del municipio. Dos gajos de café con sus frutos en sus colores naturales, que hacen relación a la industria del café que con la ganadería constituyen la principal riqueza de la región. La divisa en gules que corona el blasón, ostenta en sable el nombre del municipio.

### Himno
| Música: Eugenio Andrade. Letra: Félix Amado Amado y Germán Ospina. Coro A Nilo cantemos unidos, con grandeza, civismo y lealtad, estas notas que brotan del alma, como emblema de amor y de paz. |  | I En el fondo de mi patria bella, hay un pueblo de nombre inmortal, eres como en el cielo una estela, que ilumina una noche estival. II La belleza del río Pagüey, nace en los cerros nilenses, son vertientes de vivos collares, con los cuales adornan tu faz. |  | III Pergaminos de fe son tu manto, tus veredas son óleos de amor, en el cual los pintores del campo, esculpen surcos con rudo sudor. IV Oreste Síndici, el gran compositor, dejó un legado de música inmortal, para brindarte el honor y el privilegio, de ser la cuna del himno nacional. |  |  |

## Economía
Las principales actividades para una sostenibilidad económica del municipio son la agricultura y la ganadería con un 30% en la región sur del municipio, y el turismo con su cercanía a Melgar y Girardot.
La agricultura se centra en renglones de café, banano, mango, naranja, mandarina, guanábana, papaya y maíz.

## Política

### Alcaldes elegidos por voto popular
1. 1992 - 1994 | Felix Amado Amado | Partido Liberal Colombiano.
2. 1995 - 1997 | Carlos Julio Ricardo Martinez | Partido Liberal Colombiano. | A continuar con el progreso.
3. 1998 - 2000 | Felix Amado Amado | Partido Liberal Colombiano.
4. 2001 - 2003 | Carlos Julio Ricardo Martinez | Partido Liberal Colombiano. | Unidos por Nilo.
5. 2004 - 2007 | Carlos Herman Vargas Torres | Movimiento Cívico Independiente. | Administración y progreso para todos.
6. 2008 - 2011 | Freddy Alberto Amado Angulo | Partido Social de Unidad Nacional (Partido de la U). | Porque Nilo somos todos.
7. 2012 - 2015 | Ramiro Hernández Vanégas | Partido Liberal Colombiano. | Gobierno con proyección social.
8. 2016 - 2019 | Juan Carlos Martin Caviedes | Partido Liberal Colombiano. | Compromiso con responsabilidad.
9. 2020 - 2023 | Freddy Alberto Amado Angulo | Partido Social de Unidad Nacional (Partido de la U). | Porque Nilo somos todos.

## Lugares de interés
La principal actividad económica de la ciudad es el turismo proveniente de Bogotá y extranjeros.
- Piscilago, un parque temático y acuático, a 106 km de Bogotá y  Lagosol, otro gran complejo acuático.

Dentro del municipio se encuentran instalaciones militares muy importantes:
- Fuerte Militar de Tolemaida
- Escuela de Soldados Profesionales Soldado Pedro Pascasio Martinez Rojas
- Polígono FedeTiro Nilo, sede del tiro deportivo en los Juegos Deportivos Nacionales 2019

## Festividades
- Festival de danzas folclóricas del Alto Magdalena

## Servicios públicos
- Energía Eléctrica: Enel, es la empresa prestadora del servicio de energía eléctrica.
- Gas Natural: Alcanos de Colombia es la empresa distribuidora y comercializadora de gas natural en el municipio.